# Queen Forever
Albums de Queen
Deep Cuts, Volume 3 (1984-1995)
(2011) Bohemian Rhapsody OST
(2018)
Queen Forever est une compilation du groupe de rock anglais Queen, sortie le 10 novembre 2014. L'album contient des chansons connues du groupe mais également quelques inédits.

## Historique
En 2014, Roger Taylor et Brian May décident de travailler des enregistrements de chansons inachevées de Queen (Let Me In Your Heart Again et There Must Be More to Life Than This) ou des chansons solos de Freddie Mercury déjà sorties de son vivant (Love Kills), à l'instar de l'album Made in Heaven.

## Liste des titres

### Édition standard
| No  | Titre                                                                                | Auteur                              | Album d'origine                                                     | Durée |
| --- | ------------------------------------------------------------------------------------ | ----------------------------------- | ------------------------------------------------------------------- | ----- |
| 1.  | Let Me In Your Heart Again (réenregistré par Queen)                                  | Brian May                           | Talking of Love d'Anita Dobson                                      | 4:31  |
| 2.  | Love Kills (réenregistré par Queen)                                                  | Freddie Mercury/Giorgio Moroder     | Bande originale de Metropolis (version de 1984 par Giorgio Moroder) | 3:55  |
| 3.  | There Must Be More to Life Than This (Version inédite de Queen avec Michael Jackson) | Mercury                             | Mr. Bad Guy (Freddie Mercury)                                       | 3:20  |
| 4.  | It's a Hard Life                                                                     | Mercury                             | The Works                                                           | TBC   |
| 5.  | You're My Best Friend                                                                | John Deacon                         | A Night at the Opera                                                | TBC   |
| 6.  | Love of My Life                                                                      | Mercury                             | A Night at the Opera                                                | TBC   |
| 7.  | Drowse                                                                               | Roger Taylor                        | A Day at the Races                                                  | TBC   |
| 8.  | Long Away                                                                            | May                                 | A Day at the Races                                                  | TBC   |
| 9.  | Lily of the Valley                                                                   | Mercury                             | Sheer Heart Attack                                                  | TBC   |
| 10. | Don't Try So Hard                                                                    | Queen (Mercury)                     | Innuendo                                                            | TBC   |
| 11. | Bijou                                                                                | Queen (Mercury/May)                 | Innuendo                                                            | TBC   |
| 12. | These Are the Days of Our Lives                                                      | Queen (Taylor)                      | Innuendo                                                            | TBC   |
| 13. | Las Palabras de Amor (The Words of Love)                                             | May                                 | Hot Space                                                           | TBC   |
| 14. | Who Wants to Live Forever                                                            | May                                 | A Kind of Magic                                                     | TBC   |
| 15. | A Winter's Tale                                                                      | Queen (Mercury)                     | Made in Heaven                                                      | TBC   |
| 16. | Play the Game                                                                        | Mercury                             | The Game                                                            | TBC   |
| 17. | Save Me                                                                              | May                                 | The Game                                                            | TBC   |
| 18. | Somebody to Love                                                                     | Mercury                             | A Day at the Races                                                  | TBC   |
| 19. | Too Much Love Will Kill You                                                          | May, Frank Musker, Elizabeth Lamers | Made in Heaven                                                      | TBC   |
| 20. | Crazy Little Thing Called Love                                                       | Mercury                             | The Game                                                            | TBC   |

### Édition Deluxe
| 1.  | Let Me In Your Heart Again                                  | Brian May                       | Anita Dobson's Talking of Love                                      | 4:31 |
| 2.  | Love Kills                                                  | Freddie Mercury/Giorgio Moroder | Bande originale de Metropolis (version de 1984 par Giorgio Moroder) | 3:55 |
| 3.  | There Must Be More to Life Than This (avec Michael Jackson) | Mercury                         | Mr. Bad Guy (Freddie Mercury)                                       | 3:20 |
| 4.  | Play the Game                                               | Mercury                         | The Game                                                            | TBC  |
| 5.  | Dear Friends                                                | May                             | Sheer Heart Attack                                                  | TBC  |
| 6.  | You're My Best Friend                                       | John Deacon                     | A Night at the Opera                                                | TBC  |
| 7.  | Love of My Life                                             | Mercury                         | A Night at the Opera                                                | TBC  |
| 8.  | Drowse                                                      | Roger Taylor                    | A Day at the Races                                                  | TBC  |
| 9.  | You Take My Breath Away                                     | Mercury                         | A Day at the Races                                                  | TBC  |
| 10. | Spread Your Wings                                           | Deacon                          | News of the World                                                   | TBC  |
| 11. | Long Away                                                   | May                             | A Day at the Races                                                  | TBC  |
| 12. | Lily of the Valley                                          | Mercury                         | Sheer Heart Attack                                                  | TBC  |
| 13. | Don't Try So Hard                                           | Queen (Mercury)                 | Innuendo                                                            | TBC  |
| 14. | Bijou                                                       | Queen (Mercury/May)             | Innuendo                                                            | TBC  |
| 15. | These Are the Days of Our Lives                             | Queen (Taylor)                  | Innuendo                                                            | TBC  |
| 16. | Nevermore                                                   | Mercury                         | Queen II                                                            | TBC  |
| 17. | Las Palabras de Amor (The Words of Love)                    | May                             | Hot Space                                                           | TBC  |
| 18. | Who Wants to Live Forever                                   | May                             | A Kind of Magic                                                     | TBC  |

| 1.  | I Was Born to Love You              | Mercury                           | Made in Heaven       | TBC |
| 2.  | Somebody To Love                    | Mercury                           | A Day at the Races   | TBC |
| 3.  | Crazy Little Thing Called Love      | Mercury                           | The Game             | TBC |
| 4.  | Friends Will Be Friends             | Mercury/Deacon                    | A Kind of Magic      | TBC |
| 5.  | Jealousy                            | Mercury                           | Jazz                 | TBC |
| 6.  | One Year of Love                    | Deacon                            | A Kind of Magic      | TBC |
| 7.  | A Winter's Tale                     | Queen (Mercury)                   | Made in Heaven       | TBC |
| 8.  | '39                                 | May                               | A Night at the Opera | TBC |
| 9.  | Mother Love                         | Mercury/May                       | Made in Heaven       | TBC |
| 10. | It's a Hard Life                    | Mercury                           | The Works            | TBC |
| 11. | Save Me                             | May                               | The Game             | TBC |
| 12. | Made in Heaven                      | Mercury                           | Made in Heaven       | TBC |
| 13. | Too Much Love Will Kill You         | May/Frank Musker/Elizabeth Lamers | Made in Heaven       | TBC |
| 14. | Sail Away Sweet Sister              | May                               | The Game             | TBC |
| 15. | The Miracle                         | Queen                             | The Miracle          | TBC |
| 16. | Is This the World We Created...?    | Mercury/May                       | The Works            | TBC |
| 17. | In the Lap of the Gods... Revisited | Mercury                           | Sheer Heart Attack   | TBC |
| 18. | Forever                             | May                               | A Kind of Magic      | TBC |